# Mangusta mała
Mangusta mała (Urva javanica) – gatunek drapieżnego ssaka z podrodziny Herpestinae w obrębie rodziny mangustowatych (Herpestidae).

## Taksonomia
Gatunek po raz pierwszy zgodnie z zasadami nazewnictwa binominalnego opisał w 1818 roku francuski przyrodnik Étienne Geoffroy Saint-Hilaire, nadając mu nazwę Ichneumon javanicus. Holotyp pochodził z Jawy.
Niektórzy autorzy traktowali U. javanica i U. auropunctata za jeden gatunek, ale ostatnie badania molekularne sugerują, że są to odrębne gatunki. Rozpoznano trzy podgatunki, ale taksonomia wymaga wyjaśnienia (zwłaszcza na Sumatrze). Ostatnie badania molekularne wskazują, że populacje jawajskie znacznie różnią się od populacji kontynentalnych, prawdopodobnie reprezentując odrębne podgatunki oraz że południowochińskie populacje przypisane U. auropunctata to w rzeczywistości U. javanica.
Autorzy Illustrated Checklist of the Mammals of the World uznają ten gatunek za monotypowy.

### Etymologia
- Urva: nepalska nazwa Arva dla mangusty krabożernej[19].
- javanica: Jawa, Indonezja (dawniej Holenderskie Indie Wschodnie)[20].

## Zasięg występowania
Mangusta mała występuje w południowej Chińskiej Republice Ludowej (włącznie z wyspą Hajnan), kontynentalnej części południowo-wschodniej Azji, na Półwyspie Malajskim, Sumatrze i Jawie.

## Morfologia
Długość ciała (bez ogona) 30–41,5 cm, długość ogona 21–31,5 cm, długość ucha 1,8–3,1 cm, długość tylnej stopy 6–7 cm; masa ciała 0,5–1 kg. Ubarwienie i wielkość tej szeroko rozpowszechnionej mangusty zmienia się w zależności od typu zamieszkiwanego przez nią środowiska; osobniki tworzące pustynne populacje są najmniejsze i najjaśniejsze. Najczęściej miękkie, jedwabiste futro mangusty złocistej ma barwę oliwkowozielonobrązową. Ogon jest krótszy od reszty ciała.

## Tryb życia
Nocą mangusta ta śpi w norze, którą samodzielnie wykopuje. W ciągu dnia poluje, poruszając się tymi samymi ścieżkami i kryjąc się wśród gęstej roślinności. Łowi niemal wszystko, co zdoła schwytać: węże, gryzonie, osy, wije, skorpiony i inne owady. Ludzie bardzo ją cenią, ponieważ ogranicza liczebność szkodników takich jak np. szczury. W celu zwalczenia jadowitych węży mangusta ta została zaaklimatyzowana również poza obszary jej pierwotnego występowania.

## Rozmnażanie
Samica 2 razy do roku rodzi od 2 do 4 młodych; ciąża trwa około 7 tygodni. Młode przychodzą na świat nagie i ślepe. Matka w razie potrzeby przenosi je w pysku z miejsca na miejsce, i broni przed wrogami.